# やしろ優
やしろ 優（やしろ ゆう、1987年7月9日 - ）は、日本のお笑いタレント、ものまねタレント。
神奈川県川崎市出身。ワタナベエンターテインメント所属。

## 来歴
身長156cm、体重73kg、B100cm、W75cm、H80cm、血液型A型。中学は川崎市立中野島中学校、高校は相模女子大学高等部に在学していた。聖セシリア女子短期大学でベビーシッター、保育士、幼稚園教員のそれぞれの資格を取得。
子供の頃からお笑いが好きで、高校生の時にさまぁ〜ずの書籍「さまぁ〜ずの悲しいダジャレ」での一般公募で受賞したのをきっかけに、お笑いの道へ進むこととなった。ワタナベコメディスクールに7期生として在籍（2007年10月入学、2008年9月卒業）。ワタナベコメディスクール卒業後は、ワタナベエンターテインメント所属を目指すライブ「STEP! STEP! STEP!」に約2年間出演し続け、2010年頃にワタナベエンターテインメントに所属となる。不遇だった頃には、親に「やるなら売れるまでやれ」と言われながら頑張って来たという。
芸名は当初「八代優」だったが、その後「優」となり、2012年8月末に現在のやしろ優となる。
初舞台でやったネタはいわゆる自虐ネタ。以後、デビューしてから約1年間は漫談、一人コントを中心に行っていたが、のちに物真似を取り入れたネタが主流となっている。これらのネタを"ウザイものまね"と自称している。日本テレビ『ものまねグランプリ』には、小出真保、おかもとまり、高田紗千子（梅小鉢）らと共に“ものまね四姉妹”としても出演している（四姉妹のメンバーは回によって変わっている）。

## 人物
四歳年下の妹がいる。声優・ナレーターの羽佐間道夫と遠縁の親戚関係にある。
高校生時代は生徒会長を務め、今でも「伝説の生徒会長」と言われているとのこと（同高校の生徒会室にはやしろのサインが飾られている）。高校生時代に10人ほどの仲良しグループで凧揚げをやろうということになり、グループ名も決めようということになって「凧揚げは風にまかせてやるもの」ということから『風にまかせて』（略称：風まか）と言うグループ名に決まり、やしろはこのグループのオリジナル曲『太陽の下に笑顔がある』も製作した。
好物は寿司。自分の部屋に雑誌やチラシなどから切り抜いて作った寿司のポスターを貼っているという（2013年の時点）。
吉祥寺（東京都武蔵野市）がお気に入りの街と話している。
ブレイク前はドン・キホーテでアルバイトをしていた。倖田來未の物真似をして接客していたこともあったという。
2014年にお笑いコンビ「笑撃戦隊」の野村辰二と同棲していることを明かした。当時の時点で交際5年になるとのことで、初めての彼氏であるという。
2016年7月9日、やしろの29歳の誕生日に野村と結婚。
2021年10月8日、第1子妊娠を報告。
免許は普通自動車免許第一種(オートマチック車限定)を所有している。
2022年1月20日、第1子出産。

## ものまねレパートリー
物真似をする人物については「テレビなどを見ながら、この人とても可愛くて好き」と思った人を選ぶという。
- 倖田來未
  - 客に質問するようなパフォーマンスや「すばらすぃ〜とですぅ〜」といった台詞回しなどが特徴。この物真似を始めたきっかけは、カラオケに行った時に「声が倖田來未に似ている」と友達に言われたことだったという[4]。実際に、2013年6月29日の「KODA KUMI LIVE TOUR 2013 JAPONESQUE」（横浜アリーナ）にやしろが倖田に招待された。コンサート中のトークで倖田がやしろの話題についても触れ、倖田自身も「すばらスィート」の台詞を発していた。終演後にやしろが倖田の楽屋にあいさつに行き、一緒に記念撮影も行った。そこで倖田に「優ちゃん会いたかった～。全然怒ってへんで、もっとやって」などと言われ、ものまねを「公認」されたとしている[20]。その後、やしろのブログで「ほんとに幸せな時間で、涙が止まらなかった」などと綴っている[21][22]。
- 真矢ミキ[23]
- 芦田愛菜
  - 『Mother』（日本テレビ）を視て芦田愛菜のファンになり、これがきっかけで物真似を始めたと言う[13]。「芦田愛菜だよ!」といった台詞回しなどが特徴。
- 沢尻エリカ[24]
- 浜崎あゆみ[23]
- 持田香織（Every Little Thing）[25]
- 山村紅葉[23]
- 香里奈[23]
- 石原さとみ[23]
- 『となりのトトロ』のメイちゃん[25]
- 壇蜜[26]
- 美奈子[27]
- 水沢アリー
- きゃりーぱみゅぱみゅ[28]
- 剛力彩芽[29]
- 芹那[30]
- 神田沙也加
- 米倉涼子[1]
など

## 出演

### テレビ
- ものまねグランプリ（日本テレビ、2010年9月）出演した回が、テレビ初出演だった[4]。
- 世界一受けたい授業 日テレ系人気番組が大集合! 秋の番組対抗スペシャル（日本テレビ）
- 水トク! タカトシの時間ですよ!（TBS、2012年10月17日）
- 森田一義アワー 笑っていいとも!（フジテレビ、2012年11月5日）「ウルトラソウル選手権」コーナー、2013年7月19日、2013年8月16日
- 1番ソングSHOW（日本テレビ、2012年11月14日）
- 新品さん（BSフジ）
- Music Lovers（日本テレビ、2013年3月3日）
- シューイチ（日本テレビ、2013年3月10日）
- お願い!ランキング（テレビ朝日、2013年3月13日）不定期出演
- 有吉反省会（日本テレビ、2013年4月6日）
- 踊る!さんま御殿!!（日本テレビ、2013年4月23日）
- PON!（日本テレビ、2013年4月26日）「どんより!どんびき!!天カメ一武道会」コーナー
- とんねるずのみなさんのおかげでした（フジテレビ、2013年5月9日・10月24日）「2億4千万のものまねメドレー選手権」コーナー、2013年7月18日「オールスター!!モノマネだらけの水泳大会」（2013年9月12日）
- 日10☆演芸パレード（TBS、2013年5月19日）不定期出演
- 芸人報道（日本テレビ、2013年6月10日）「五十音を言われれば芦田愛菜が言いそうな台詞を言う」ネタで出演。
- しゃべくり007（日本テレビ、2013年6月24日）
- ホリケンタス（テレビ東京、2013年6月24日）
- 人生の正解TV〜これがテッパン!〜（フジテレビ、2013年7月5日・7月26日）
- 〜世界にひとつ〜ミラクルレシピ!（テレビ朝日、2013年7月6日）
- クイズ・ソモサン・セッパ!（フジテレビ、2013年7月8日）
- スッピン!（TBS、2013年7月13日）
- 今、この顔がスゴい!（TBS、2013年8月1日）
- 行列のできる法律相談所（日本テレビ、2013年8月11日）
- 24時間テレビ36 「愛は地球を救う」（日本テレビ、2013年8月25日）「ものまね天気予報」コーナー出演
- ジェネレーション天国（フジテレビ、2013年9月2日）
- 超タイムショック 絶対クイズ王誕生SP（テレビ朝日、2013年9月3日）
- メレンゲの気持ち（日本テレビ、2013年9月14日）
- PON!（日本テレビ、2013年9月17日）
- スター☆ドラフト会議（日本テレビ、2013年9月17日）
- 夏☆1グランプリ THE FINAL（フジテレビ、2013年9月23日）
- エンタの神様（日本テレビ、2013年10月5日）初出演
- ダウンタウンDX（日本テレビ、2013年11月7日）初出演
- 笑点 (秘)招福大喜利祭（日本テレビ、2014年1月1日）
- run for money 逃走中（フジテレビ、2014年1月5日）
- くりぃむクイズ ミラクル9（テレビ朝日、2014年2月5日）
- バイキング（フジテレビ、2014年4月2日 - 2015年3月25日）水曜レギュラー
- ロンドンハーツ（テレビ朝日、2014年5月6日）（3時間スペシャル）など
- 昼めし旅 〜あなたのご飯見せてください!〜（テレビ東京）2015年以降に数回出演
- 今夜解禁！ザ・因縁(TBS、2017年3月31日)
- 本能Z（2018年5月9日、CBCテレビ）

### テレビドラマ
- 名古屋行き最終列車 第3弾 第5夜（名古屋テレビ、2015年2月6日）  - 藤井カンナ 役
- 連続テレビ小説 半分、青い。（NHK総合、2018年） - ミキ 役
- 透明なゆりかご 第5話（NHK総合、2018年8月17日） - 原口美歩 役

### 映画
- 純平、考え直せ（2018年9月22日公開）
- ダンスウィズミー（2019年8月16日公開） - 斎藤千絵 役[31]

### 吹き替え
- シティーハンター THE MOVIE 史上最香のミッション（2019年11月29日） - 機内少年 役[32]

### ラジオ
- しずモテGirl's Labo（2014年4月4日 - 2015年3月27日、静岡放送） - パーソナリティ[33]
- やしろ優のBelieve myself（2015年4月5日 - 、静岡放送） - パーソナリティ[34]
- ビビる大木のBrat!Brat!（2015年10月 - 2016年3月、文化放送） - リポーター
- 聴くディラン（2017年4月6日 - 2020年3月26日、静岡放送） - 木曜・やしろ優のものまね相談室[35]

### CM
- エステティックTBC（2015年）[36]